# Chinese Taipei Open 2009
Die Chinese Taipei Open 2009 im Badminton fanden in Neu-Taipeh vom 25. bis 30. August 2009 statt.

## Austragungsort
- Xinzhuang Gymnasium, Xinzhuang

## Sieger und Platzierte
| Disziplin    | Gold                          | Silber                      | Bronze                                  |
| ------------ | ----------------------------- | --------------------------- | --------------------------------------- |
| Herreneinzel | Nguyễn Tiến Minh              | Wong Choong Hann            | Taufik Hidayat                          |
| Herreneinzel | Nguyễn Tiến Minh              | Wong Choong Hann            | Muhammad Hafiz Hashim                   |
| Dameneinzel  | Cheng Shao-chieh              | Bae Seung-hee               | Sayaka Sato                             |
| Dameneinzel  | Cheng Shao-chieh              | Bae Seung-hee               | Hsu Ya-ching                            |
| Herrendoppel | Chen Hung-ling Lin Yu-lang    | Howard Bach Tony Gunawan    | Alvent Yulianto Hendra Gunawan          |
| Herrendoppel | Chen Hung-ling Lin Yu-lang    | Howard Bach Tony Gunawan    | Yohan Hadikusumo Wiratama Wong Wai Hong |
| Damendoppel  | Yang Wei Zhang Jiewen         | Vita Marissa Mona Santoso   | Gao Ling Wei Yili                       |
| Damendoppel  | Yang Wei Zhang Jiewen         | Vita Marissa Mona Santoso   | Kim Mi-young Lee Hyo-jung               |
| Mixed        | Valiyaveetil Diju Jwala Gutta | Hendra Gunawan Vita Marissa | Tontowi Ahmad Richi Puspita Dili        |
| Mixed        | Valiyaveetil Diju Jwala Gutta | Hendra Gunawan Vita Marissa | Shin Baek-cheol Goh Liu Ying            |

## Finalergebnisse
| Disziplin    | Sieger                        | Finalist                                | Ergebnis            |
| ------------ | ----------------------------- | --------------------------------------- | ------------------- |
| Herreneinzel | Nguyễn Tiến Minh              | Wong Choong Hann                        | 21–11, 21–14        |
| Dameneinzel  | Cheng Shao-chieh              | Bae Seung-hee                           | 17–21, 21–12, 21–15 |
| Herrendoppel | Chen Hung-ling Lin Yu-lang    | Yohan Hadikusumo Wiratama Wong Wai Hong | 14–21, 21–12, 21–19 |
| Damendoppel  | Yang Wei Zhang Jiewen         | Vita Marissa Mona Santoso               | 21–14, 21–9         |
| Mixed        | Valiyaveetil Diju Jwala Gutta | Hendra Gunawan Vita Marissa             | 23–21, 21–18        |